# Труттікон
Труттікон (нім. Truttikon) — громада  в Швейцарії в кантоні Цюрих, округ Андельфінген.

## Географія
Громада розташована на відстані близько 125 км на північний схід від Берна, 32 км на північний схід від Цюриха.
Труттікон має площу 4,4 км², з яких на 6,4% дозволяється будівництво (житлове та будівництво доріг), 64,5% використовуються в сільськогосподарських цілях, 28,6% зайнято лісами, 0,5% не є продуктивними (річки, льодовики або гори).

## Демографія
2019 року в громаді мешкало 463 особи (-2,5% порівняно з 2010 роком), іноземців було 5%. Густота населення становила 105 осіб/км².
За віковим діапазоном населення розподілялося таким чином: 21,8% — особи молодші 20 років, 59,8% — особи у віці 20—64 років, 18,4% — особи у віці 65 років та старші. Було 182 помешкань (у середньому 2,5 особи в помешканні).
Із загальної кількості 117 працюючих 53 було зайнятих в первинному секторі, 25 — в обробній промисловості, 39 — в галузі послуг.